# Castel Ruggero
Castel Ruggero is een plaats (frazione) in de Italiaanse gemeente Torre Orsaia, provincie Salerno, en telt ongeveer 421 inwoners.